# 東大阪市立楠根東小学校
東大阪市立楠根東小学校（ひがしおおさかしりつ くすねひがししょうがっこう）は、大阪府東大阪市七軒家にある公立小学校。

## 沿革
- 1970年（昭和45年）4月1日 - 開校。

## 通学区域
- 荒本北1～3丁目、稲田上町1丁目10～24番、稲田上町2丁目、稲田新町1丁目3～5番、10～12番、23番22～30号、稲田新町2丁目1～35番、36番4～21号、37番、稲田新町3丁目、稲田三島町、楠根1丁目1～6番、楠根2丁目1～6番、楠根3丁目1～6番、鴻池徳庵町、七軒家、徳庵本町、長田中2～5丁目、長田西4丁目、長田西6丁目、長田東2～5丁目、西鴻池町3～4丁目[1]

## 進路状況
ほとんどの児童は東大阪市立楠根中学校へ進学するが、国私立中学校へ進学する児童もいる。